# Episodi di Miss Kobayashi's Dragon Maid

Logo della serie

Questa è la lista degli episodi dell'anime Miss Kobayashi's Dragon Maid, adattamento dell'omonimo manga di Cool-kyō Shinja.
Annunciato nell'aprile 2016 sull'anteprima del quarto volume del manga, un adattamento anime, prodotto da Kyoto Animation e diretto da Yasuhiro Takemoto, è andato in onda dall'11 gennaio al 5 aprile 2017. Le sigle di apertura e chiusura sono rispettivamente Aozora no rhapsody (青空のラプソディ?, Aozora no rapusodi) di Fhána e Ishukan communication (イシュカン・コミュニケーション?, Ishukan komyunikēshon) di Choro-gonzu (gruppo formato dalle doppiatrici Yūki Kuwahara, Maria Naganawa, Minami Takahashi e Yūki Takada). In tutto il mondo, ad eccezione dell'Asia, gli episodi sono stati trasmessi in streaming in simulcast, anche coi sottotitoli in lingua italiana, da Crunchyroll.
Una seconda stagione, intitolata Miss Kobayashi's Dragon Maid S (小林さんちのメイドラゴンS?, Kobayashi-san Chi no meidoragon S), è stata prodotta da Kyoto Animation ed è stata trasmessa dal 7 luglio al 22 settembre 2021. Tatsuya Ishihara ha sostituito Takemoto nel ruolo di regista, sebbene quest'ultimo viene accreditato comunque come "regista della serie" dopo Ishihara. Yuka Yamada è ritornato a supervisionare la sceneggiatura, così come Masumi Itō ha composto la colonna sonora e Miku Kadowaki e Nobuaki Maruki hanno curato rispettivamente i ruoli di character designer e capo direttore dell'animazione. I membri del cast sono anche loro tornati a ricoprire i medesimi ruoli della serie precedente. La sigla d'apertura è Ai no Supreme! (愛のシュプリーム！?, Ai no Shupurīmu!) cantata da Fhána mentre quella di chiusura è Maid With Dragons delle Super Chorogons.
Un film anime intitolato Miss Kobayashi's Dragon Maid: A Lonely Dragon Wants to Be Loved è stato annunciato il 21 settembre 2024, con il ritorno di Ishihara alla regia. È uscito il 27 giugno 2025. La sigla del film è Namida no Parade (涙のパレード?, Namida no Parēdo) dei Fhána.

## Lista episodi

### Prima stagione
| Nº serie | Nº       | Titolo italiano Giapponese 「Kanji」 - Rōmaji | In onda           | In onda |
| Nº serie | Nº       | Titolo italiano Giapponese 「Kanji」 - Rōmaji | Giapponese        |         |
| 1        | 1        | Tohru, la cameriera più forte della storia! (Capirai, è un drago) 「史上最強のメイド、トール！（まあドラゴンですから）」 - Shijō saikyō no meido, Tōru! (Mā doragon desu kara) | 11 gennaio 2017   |         |
| 1        | 1        | Dopo una sbornia, l'impiegata Kobayashi viene avvicinata da un drago di nome Tohru, che afferma di averle salvato la vita la notte precedente e si offre di vivere con lei come cameriera. Nonostante sia inizialmente riluttante, Kobayashi permette a Tohru di rimanere con lei dopo che l'ha aiutata ad andare al lavoro in modo puntuale, anche se scopre rapidamente che Tohru non ha esperienza come cameriera. Mentre Kobayashi si reca al lavoro il giorno successivo, Tohru rimane a casa a vegliare sul suo appartamento, difendendolo da due ladri. Più tardi, Tohru diventa gelosa del collega di Kobayashi, Makoto Takiya, ma scopre che questi non è altro che un compagno di bevute nonché otaku delle maid. Successivamente, Tohru usa la sua magia per mandar via le nuvole che oscurano il Sole in modo che il bucato si asciughi più velocemente, attirando così l'attenzione di un altro piccolo drago.                                                     |                   |         |
| 2        | 2        | Kanna, il secondo drago! (Alla faccia dello spoiler) 「第二のドラゴン、カンナ！（ネタバレ全開ですね）」 - Dai-ni no doragon, Kanna! (Netabare zenkai desu ne) | 18 gennaio 2017   |         |
| 2        | 2        | Kobayashi va con Tohru nel quartiere dello shopping, scoprendo che la sua cameriera è abbastanza amichevole con le altre persone e sempre in tale occasione Tohru ferma un borseggiatore usando la sua grande forza. Più tardi, Kobayashi viene avvicinata da un'amica di Tohru proveniente dal mondo dei draghi, Kanna Kamui, che è stata esiliata per aver fatto troppi scherzi. Poiché a Kanna manca la magia necessaria per tornare a casa, Kobayashi si offre di lasciarla vivere con lei. Trovando che il livello di "gioco" di Tohru e Kanna sia un po' troppo estremo, Kobayashi insegna loro come divertirsi a misura d'uomo. Mentre Kobayashi è al lavoro, Tohru tenta di insegnare a Kanna ciò che sa del mondo umano, spiegando come vuole ripagare il suo debito con Kobayashi. |                   |         |
| 3        | 3        | L'inizio di una nuova vita! (Manco a dirlo, un disastro) 「新生活、はじまる！（もちろんうまくいきません）」 - Shin seikatsu, hajimaru! (Mochiron umaku ikimasen) | 25 gennaio 2017   |         |
| 3        | 3        | Rendendosi conto che non c'è abbastanza spazio per se stessa e per i due draghi, Kobayashi decide di acquistare un appartamento più grande con una camera da letto separata per Tohru e Kanna. Infastidita dai forti rumori dei suoi nuovi vicini durante una sbornia, Kobayashi manda Tohru a cercare di farli stare più tranquilli, ma alla fine la stessa Kobayashi trova una soluzione più pacifica per tutti quanti. Più tardi, Kobayashi tiene una festa nel suo appartamento, con Tohru che invita i suoi compagni draghi, il cinico Fafnir e la formosa Quetzalcoatl detta Lucoa. |                   |         |
| 4        | 4        | Kanna va a scuola! (Non che le serva, eh!) 「カンナ、学校に行く！（その必要はないんですが）」 - Kanna, gakkō ni iku! (Sono hitsuyō wa nain desu ga) | 1º febbraio 2017  |         |
| 4        | 4        | Dopo aver notato che Kanna guarda spesso gli studenti che passano sotto casa sua, Kobayashi e Tohru prendono accordi per farla andare a scuola, andando con lei a comprare gli articoli di cancelleria necessari. Durante il suo primo giorno di scuola, Kanna riesce a farsi degli amici, tra cui la compagna di classe Riko Saikawa, e le viene regalato un portachiavi da Kobayashi. Successivamente, Riko sfida impulsivamente alcuni delinquenti che stanno monopolizzando un parco giochi a palla prigioniera, portando Tohru e gli altri draghi a unirsi alla sua squadra per sconfiggerli. Dopo aver vinto la sfida, i draghi decidono di affrontarsi l'un l'altro in una battaglia senza esclusione di colpi. |                   |         |
| 5        | 5        | Lezioni sul mondo reale di Tohru! (Quella è convinta di aver capito tutto) 「トールの社会勉強！（本人は出来てるつもりです）」 - Tōru no shakai benkyō! (Honnin wa dekiteru tsumori desu) | 8 febbraio 2017   |         |
| 5        | 5        | Utilizzando la magia per bloccare la percezione degli esseri umani, Tohru si intrufola nell'ufficio di Kobayashi per vedere come svolge il suo lavoro, vendicandosi contro il suo capo invadente che continua a costringerla a fare il suo lavoro per lui. Più tardi, Tohru aiuta Fafnir a cercare un posto dove vivere dopo che ha deciso di rimanere nel mondo umano, e così viene ospitato da Makoto. Dopo aver visto in televisione un trucco di prestigiazione dove un'illusionista è riuscito piegare un cucchiaio, Tohru e Kanna seguono un allenamento intensivo piuttosto inutile per imparare a farlo da sole. |                   |         |
| 6        | 6        | Visite a casa! (E case non visitate) 「お宅訪問！（してないお宅もあります）」 - Otaku hōmon! (Shitenai otaku mo arimasu) | 15 febbraio 2017  |         |
| 6        | 6        | Riko invita Kanna, Tohru e Kobayashi a casa sua per farle incontrare la sorella fanatica delle cameriere, Georgie. Mentre le altre parlano di cameriere, Kanna e Riko giocano a Twister. Più tardi, Lucoa informa le altre che ora vive con un giovane mago di nome Shouta Magatsuchi dopo che gli è apparsa durante un rituale di evocazione dei demoni. Porta così Kobayashi e Tohru a casa di Shouta per provare a dimostrare che in realtà non è un demone, ma i suoi tentativi non riescono a convincerlo del contrario. Nel frattempo, Fafnir si abitua a vivere con Makoto poiché trascorrono la maggior parte del tempo giocando insieme ai videogiochi. |                   |         |
| 7        | 7        | I classici dell'estate! (La puntata fanservice, insomma) 「夏の定番！（ぶっちゃけテコ入れ回ですね）」 - Natsu no teiban! (Butchake tekoire-kai desu ne) | 22 febbraio 2017  |         |
| 7        | 7        | Kobayashi e le altre fanno una gita in spiaggia, dove Tohru chiede a Kobayashi della sua famiglia mentre si preoccupa per la sua. Più tardi, quando Kobayashi e Tohru vengono chiamate per aiutare Makoto a vendere il suo dōjinshi al Comiket, scoprono che molti dei cosplayer che partecipano all'evento sono in realtà creature magiche del mondo di Tohru che sfruttano l'opportunità di essere circondati da cosplayer per godersi la loro forma reale senza attirare attenzioni indesiderate. |                   |         |
| 8        | 8        | Elma, il nuovo drago! (Alla buon'ora, eh?) 「新たなるドラゴン、エルマ！（やっと出てきましたか）」 - Aratanaru doragon, Eruma! (Yatto detekimashita ka) | 1º marzo 2017     |         |
| 8        | 8        | Kobayashi e Tohru si sfidano in una gara culinaria per decidere chi dovrà preparare il pranzo al sacco per la gita di Kanna, e Tohru viene alla fine squalificata per aver usato un frutto ultraterreno come dessert. Giunta la sera, arriva Elma, una rivale di Tohru appartenente a una fazione nemica, la quale vuole costringere quest'ultima a tornare a casa, ma Tohru riesce a porre fine alla sua ostilità regalandone dei panini. Incapace di tornare nel suo mondo, Elma inizia a lavorare nell'azienda di Kobayashi, provocando una certa gelosia da parte di Tohru. |                   |         |
| 9        | 9        | Festival sportivo! (Non aspettatevi nulla di particolare) 「運動会！（ひねりも何もないですね）」 - Undōkai! (Hineri mo nani mo nai desu ne) | 8 marzo 2017      |         |
| 9        | 9        | Kanna si scoraggia quando Kobayashi dice che non potrà partecipare al festival sportivo della sua scuola per via del lavoro. Tuttavia Kobayashi nota come Kanna abbia frenato il proprio egoismo dopo che l'ha vista quanto lavora duramente, perciò decide di fare gli straordinari per avere il giorno libero da passare al festival sportivo con lei. Durante la manifestazione, Kanna, Riko e Shouta prendono parte a vari eventi. Durante la staffetta finale, Riko rimane indietro dopo aver lasciato cadere involontariamente il testimone, ma Kanna recupera la distanza persa e vince il festival per la sua classe. |                   |         |
| 10       | 10       | Compagnia del drago, in scena! (Hanno pure il nome d'arte, eh?!) 「劇団ドラゴン、オンステージ！(劇団名あったんですね)」 - Gekidan doragon, on sutēji! (Gekidan-mei attan desu ne) | 15 marzo 2017     |         |
| 10       | 10       | Nel periodo che precede il Natale, uno dei rivenditori del quartiere dello shopping chiede a Tohru di organizzare uno spettacolo natalizio per anziani in quanto si è ferito a una gamba. Seguendo il suggerimento di Riko, Tohru e gli altri decidono di mettere in scena una commedia de La piccola fiammiferaia, con Kanna come protagonista. Credendo che la storia non sia abbastanza interessante, i draghi si prendono alcune libertà creative con la sceneggiatura, realizzando così una storia esagerata che coinvolge ragazze magiche e signori dei demoni; nonostante ciò si rivela un successo tra il pubblico. Successivamente, Kobayashi chiede a Tohru di farle fare un giro in cielo e durante quest'occasione le due si scambiano i regali di Natale. |                   |         |
| 11       | 11       | Anno nuovo, vita nuova! (Niente Comiket a 'sto giro) 「年末年始！（コミケネタありません）」 - Nenmatsu nenshi! (Komikeneta arimasen) | 22 marzo 2017     |         |
| 11       | 11       | Con l'avvicinarsi della fine dell'anno, Kobayashi e le altre trascorrono la maggior parte del loro tempo rilassandosi sotto un kotatsu che hanno vinto alla lotteria. Alla vigilia di Capodanno, tutti si riuniscono al santuario per festeggiare l'anno nuovo e poi tornano nell'appartamento di Kobayashi per vedere la prima alba. |                   |         |
| 12       | 12       | Il travolgente incontro tra Tohru e Kobayashi! (Ce le andiamo a cercare) 「トールと小林、感動の出会い！(自分でハードル上げてますね)」 - Tōru to Kobayashi, kandō no deai! (Jibun de hādoru agetemasu ne) | 29 marzo 2017     |         |
| 12       | 12       | Mentre Tohru prepara un'omurice speciale per la cena, Kobayashi ricorda la notte in cui la incontrò per la prima volta. Dopo essersi ubriacata sulle montagne, Kobayashi si è imbattuta in Tohru, salvandole la vita estraendole una spada sacra dalla schiena, e la stessa Tohru afferma che ciò è stato possibile in quanto Kobayashi non crede in Dio, altrimenti il suo tentativo l'avrebbe sicuramente uccisa. Dopo aver fatto amicizia bevendo alcol e comprendendo che entrambe erano sole, Kobayashi invita Tohru a vivere con lei come cameriera. Più tardi, Tohru racconta a Kobayashi di una bandita umana che aveva incontrato nel mondo dei draghi, che l'aveva influenzata grazie al suo carattere portandola a scegliere la propria libertà e diventare una cameriera. Nel frattempo, un altro drago arriva nel mondo umano. |                   |         |
| 13       | 13       | Arriva l'Imperatore della Distruzione! (Ma siamo già all'ultimo episodio?) 「終焉帝、来る！（気がつけば最終回です）」 - Shūentei, kuru! (Kigatsukeba saishūkai desu) | 5 aprile 2017     |         |
| 13       | 13       | Tohru deve affrontare un tumulto interiore in cui immagina cosa potrebbe accadere se un giorno dovrà separarsi da Kobayashi, poi arriva improvvisamente suo padre l'Imperatore della Distruzione, il quale la riporta nel suo mondo. Dopo che Kanna l'ha informata che Tohru probabilmente non sarà più in grado di tornare indietro, Kobayashi cerca di abituarsi a condurre una vita senza Tohru. Tempo dopo, Tohru fugge dall'altro mondo per ricongiungersi con Kobayashi, ma viene presto raggiunta dal padre. Notando il desiderio di Tohru di stare al suo fianco, Kobayashi si oppone a suo padre nonostante la sua forza travolgente. Incoraggiata dalla determinazione di Kobayashi, Tohru si prepara ad affrontare suo padre in battaglia, ma Kobayashi si intromette, chiede al padre di avere fiducia nei desideri di sua figlia e lo convince a lasciarla stare. Con la vita tornata alla normalità, Kobayashi invita Tohru e Kanna a incontrare i suoi genitori. |                   |         |
| 14 (OAV) | 14 (OAV) | San Valentino e le Terme (Non aspettatevi troppo, però) 「バレンタイン、そして温泉！（あんまり期待しないでください）」 - Barentain, soshite onsen! (Anmari kitai shinaide kudasai) | 20 settembre 2017 |         |
| 14 (OAV) | 14 (OAV) | Il giorno di San Valentino, Tohru tenta di dare a Kobayashi dei cioccolatini contenenti una pozione d'amore, ma il suo piano va presto in fumo. Tuttavia, Kobayashi finisce per mangiarne un po' dopo averlo scambiato per il cioccolato ricevuto da Kanna, anche se la pozione d'amore viene annullata da un po' di alcol che era contenuto nel cioccolato. Più tardi, Makoto invita tutti a fare un viaggio in una località termale, dove Tohru offre a Kobayashi dei normali cioccolatini. |                   |         |

### Seconda stagione
| Nº serie | Nº       | Titolo italiano Giapponese 「Kanji」 - Rōmaji | In onda           | In onda |
| Nº serie | Nº       | Titolo italiano Giapponese 「Kanji」 - Rōmaji | Giapponese        |         |
| 15       | 1        | Il nuovo drago, Ilulu! (Trattacela bene, per favore) 「新たなるドラゴン、イルル！（またよろしくお願いします）」 - Arata naru Doragon, iruru! (Mata yoroshiku onegai shimasu) | 7 luglio 2021     |         |
| 15       | 1        | Tohru viene a sapere di un nuovo maid café che è stato aperto nelle vicinanze e decide di lavorare lì durante il suo tempo libero. Tempo dopo, Kobayashi e Kanna si recano nel locale per controllarla ma scoprono che è diventata la capo cuoca. Tohru usa la magia oscura per incantare i piatti serviti, il che rende il locale un successo, finché non decide di lasciare il lavoro, ma decide con riluttanza di insegnare anche alle altre cameriere a usare la magia oscura. Pochi giorni dopo, Tohru e Kobayashi vengono attaccate da Ilulu, un'estremista della Fazione del Caos che rimprovera Tohru per il suo rapporto con gli umani. Tohru si trova in svantaggio contro Ilulu mentre protegge la città dai suoi attacchi fino a quando Kobayashi non chiede l'aiuto di Elma corrompendola con dei dolci, permettendo a Tohru di combattere con tutto il suo potere e sconfiggere Ilulu. In seguito quest'ultima fa il suo ritorno e tenta di sedurre Kobayashi ma fallisce. Dopo essersi accertata che Kobayashi non si è innamorata di lei perché è una femmina, Ilulu trasforma la giovane donna in un maschio, poi si ritira. |                   |         |
| 16       | 2        | Che figo, Kobayashi! (In tutti i sensi) 「イケメン、小林！（いろんな意味で）」 - Ikemen, Kobayashi! (Iron'na imi de) | 14 luglio 2021    |         |
| 16       | 2        | Dopo essere stata trasformata in un maschio, Kobayashi trascorre la giornata a combattere i suoi impulsi sessuali fino a quando l'incantesimo che Ilulu le ha posto su di lei svanisce. Successivamente, Ilulu viene presa di mira da Cremene, un cacciatore di draghi della Fazione dell'Ordine, e Kobayashi interviene per proteggerla. Dopo essere fuggite, Ilulu confessa a Kobayashi che ha sempre voluto stare con gli umani, ma gli altri draghi l'hanno sempre dissuasa, soprattutto dopo che i suoi genitori sono stati uccisi dagli umani. Cremene trova le due e decide di ucciderle entrambe, finché Tohru non arriva e lo sconfigge. Dopo essersi ripresa a casa, Kobayashi fa amicizia con Ilulu, che si trasferisce nel suo appartamento. |                   |         |
| 17       | 3        | Attività extracurricolari (Ovviamente niente di normale) 「課外活動（もちろん普通じゃありません）」 - Kagai katsudō (Mochiron futsū ja arimasen) | 21 luglio 2021    |         |
| 17       | 3        | Kanna porta Riko a casa per giocare e la presenta a Ilulu. Quest'ultima vorrebbe giocare con loro, ma è troppo timida per chiederglielo, finché Lucoa non le fa visita e la incoraggia. Successivamente gli amici di Kobayashi si riuniscono a casa sua e decidono di disegnarle un'uniforme da cameriera e nell'occasione rivela il motivo della sua predilezione per questo tipo di divise, nonostante non si senta abbastanza carina mentre ne indossa una. Annoiata di non avere niente da fare quando è sola a casa, Tohru cerca un nuovo hobby fino a quando non viene introdotta alla cultura delle idol e decide di realizzare merchandising e canzoni che idolatrano Kobayashi, con grande dispiacere della stessa donna e di Kanna. |                   |         |
| 18       | 4        | Paese che vai usanza che trovi (Non è mica facile adattarsi) 「郷に入りては郷に従え（合わせるって大変です）」 - Gō ni irite wa gō ni shitagae (Awaserutte taihen desu) | 28 luglio 2021    |         |
| 18       | 4        | Elma sfida Kobayashi per vedere chi delle due è più brava in ufficio, ma poi Kobayashi si rende conto che in realtà Elma è solamente preoccupata per il suo benessere per via di un malinteso e la rassicura. Più tardi, Tohru ed Elma prendono parte alla sorveglianza del quartiere e incontrano alcuni teppisti il cui nome della banda è Dragon Busters, che però fuggono dopo che Tohru ha sconfitto facilmente il loro capo. Successivamente, Tohru e Kobayashi portano Kanna, Riko e Ilulu al parco dei divertimenti e si divertono insieme. |                   |         |
| 19       | 5        | Insieme a te (Se riusciamo ad andare d'accordo) 「君と一緒に（まあ気が合えばですが）」 - Kimi to issho ni (Mā ki ga aeba desu ga) | 4 agosto 2021     |         |
| 19       | 5        | Tohru ed Elma raccontano a Kobayashi la storia di come si sono incontrate, spiegando che hanno viaggiato insieme fino a quando hanno deciso di separarsi per via delle loro differenze. Più tardi, Ilulu inizia a lavorare in un negozio di dolciumi dopo essere stata consigliata da Tohru a cercare un mestiere. Taketo Aida, nipote della proprietaria del negozio, ha il compito di insegnare a Ilulu come lavorare al meglio nella sua nuova occupazione e i due fanno rapidamente conoscenza. |                   |         |
| 20       | 6        | Relazione fuori dall'ordinario (Uno dei due è un drago) 「合縁奇縁（片方はドラゴンです）」 - Aienkien (Katahō wa Doragon desu) | 11 agosto 2021    |         |
| 20       | 6        | Stufo di essere preso in giro da Lucoa, Shouta cerca un suo qualsiasi punto debole per portarsi in vantaggio, ma senza successo. Lucoa in seguito spiega a Shouta che la sua vera debolezza è perdere il posto che chiama casa, rivelando che è solo accanto a Shouta perché le piace. Nel frattempo, Takiya tenta di far lasciare a Fafnir il suo appartamento durante la visita dei suoi genitori, ma lui rifiuta. Consultandosi con Shouta, Takiya ottiene una sfera magica per costringere Fafnir a stringere un contratto, ma rifiuta il tentativo di sottomettere il suo amico e decidono di risolvere la questione con un videogioco. Dopo aver sentito da un compagno di classe che una volta ha camminato molto lontano da casa, Riko e Kanna decidono di percorrere lo stesso percorso insieme, ma lungo la strada si imbattono in Elma in forma di drago e Kanna convince Riko che era solo un'illusione. |                   |         |
| 21       | 7        | Buon senso (Non è lo stesso per tutti) 「一般常識（みんなずれてます）」 - Ippan jōshiki (Minna zuretemasu) | 18 agosto 2021    |         |
| 21       | 7        | Fafnir chiede l'aiuto di Lucoa come modella per un manga che sta disegnando per un'imminente convention di dōjinshi. Lucoa decide di aiutarlo, anche se trova la storia confusa (inconsapevole del fatto che sia collegata con la sua relazione con Shouta) e i disegni poco attraenti. Decide di unirsi a Fafnir e Takiya per vendere un libro di alcune sue foto in cosplay, che va a ruba mentre Fafnir non riesce ancora a vendere nulla. Dopo aver dormito nel suo giorno libero, Kobayashi parla con Tohru di come sia il sonno per i draghi, portandola a riflettere con gli altri draghi sul motivo per cui hanno iniziato a dormire più spesso nel mondo umano. Dopo aver sentito alcune voci che affermano che un fantasma sta infestando la scuola, Kanna, Riko e tre dei loro compagni di classe decidono di indagare in merito per un progetto scolastico. I giovani studenti cercano all'interno della scuola e qui svelano che lo strano rumore che sentivano era quello di una finestra rotta, ma Kanna scopre che in realtà il responsabile è una fata rimasta bloccata nel loro mondo. Ilulu usa la sua magia per rimandare indietro la fata e successivamente gli studenti decidono di indagare sugli alieni. |                   |         |
| 22       | 8        | Unico al mondo (Scriveteci quello che volete) 「世界に一つだけの（好きな言葉を続けてください）」 - Sekai ni hitotsu dake no (Suki na kotoba o tsuzukete kudasai) | 25 agosto 2021    |         |
| 22       | 8        | Shouta cerca di creare un talismano per suo padre per la festa del papà, cosa che Lucoa confonde pensando che lui le voglia fare un regalo per la "feste delle poppe". Lucoa chiede se può aiutarlo nell'impresa ma lui insiste che deve farcela da solo. Dopo diversi fallimenti, chiede consiglio a Takiya, le cui parole ispirano Shouta ad adottare un approccio diverso, creando con successo il talismano. Kobayashi ha il raffreddore, e questo porta Tohru ad informarsi su come prendersi cura di lei. Preoccupata per il peggioramento delle sue condizioni, Tohru torna nel suo mondo in cerca di una cura. Una volta tornata indietro, Kobayashi inizia a sentirsi meglio e, non volendo che si agiti ulteriormente, prende la medicina che le porge, che accidentalmente le fa crescere le orecchie e una coda da gatto. Al lavoro, Ilulu nota una bambola abbandonata e decide di cercare la sua proprietaria. Durante la ricerca, Take incontra Kobayashi per la prima volta e rimane confuso dalla relazione che ha con Ilulu. Nonostante sia apparentemente infruttuosa, Ilulu persiste nella ricerca, per via dei suoi stessi sentimenti di rammarico per aver abbandonato una bambola che i suoi vecchi amici umani le avevano regalato; vedendo la sua determinazione, Take continua ad aiutarla. Rintracciano con successo la proprietaria che si scusa per averla inizialmente abbandonata e ringrazia Ilulu per avergliela restituita. |                   |         |
| 23       | 9        | Ci sono vari motivi dietro (È pieno di Elma) 「いろいろワケがありまして（エルマざんまいです）」 - Iroiro wake ga arimashite (Eruma zanmai desu) | 1º settembre 2021 |         |
| 23       | 9        | Elma lotta per ottenere condizioni di lavoro migliori per lei e Kobayashi, riscrivendo costantemente le sue proposte ogni volta che vengono criticate o rifiutate. I suoi tentativi portano lei, Kobayashi e Takiya ad avere un incontro con il loro capo, il padre di Shouta, che conosce i draghi che vivono nel loro mondo. Dopo aver avviato un sindacato, tutte le proposte vengono prontamente respinte dal loro capo, anche se viene rivelato che Elma voleva solo usarlo in modo da poter ottenere i dolci limitati di uno stand dolciario. Kanna, Riko e Shouta chiedono a Elma di accompagnarli a fare un picnic, dato che Kobayashi e Tohru sono occupate. Ad un certo punto i tre bambini vanno a perlustrare la zona nell'erba alta senza dire nulla ad Elma. Quest'ultima, preoccupata di essere definita inutile da Tohru, li va a cercare affannosamente, portandola ancora una volta quasi a rivelarsi come un drago dinanzi a Riko, la quale però viene addormentata da Shouta tramite una magia facendole credere di avere sognato. Qualche tempo dopo, Tohru ed Elma tengono un duello di allenamento sotto gli occhi di Fafnir e Kobayashi. Le due scatenano la loro rabbia repressa nei confronti dell'altra, portando Elma ad ammettere quanto le mancasse Tohru e volesse nuovamente essere sua amica. Le due si riconciliano e tornano ai loro litigi giocosi.                                                                       |                   |         |
| 24       | 10       | Le vacanze estive di Kanna (In onda in due lingue?!) 「カンナの夏休み（二か国語放送です！？）」 - Kanna no natsuyasumi (Nika kokugo hōsō desu!?) | 8 settembre 2021  |         |
| 24       | 10       | Dopo un litigio con Kobayashi, Kanna scappa di casa e finisce a New York. Qui incontra una bambina di nome Chloe, figlia di un ricco uomo d'affari, che salva da un gruppo di mafiosi. Le due trascorrono la giornata giocando insieme, finché Kanna non si rende conto che ha bisogno di tornare a casa e scusarsi con Kobayashi. Chloe viene improvvisamente rapita da alcuni sicari, quindi Kanna si trasforma in un drago e li spaventa tutti, prima di riportare a casa Chloe volando, la quale era a sua volta scappata. Kanna torna a casa e trova Kobayashi addormentata e Tohru, che aveva segretamente vegliato su Kanna per tutto il tempo. Durante le vacanze estive, con Tohru e Ilulu al lavoro e Saikawa in viaggio con la sua famiglia, Kobayashi e Kanna vengono lasciate sole a rilassarsi a casa. Decidono di andare fuori dove trascorrono la giornata passeggiando, studiando i tombini e facendo attenzione alla pioggia, prima di tornare a casa. |                   |         |
| 25       | 11       | Prima fila (Nessun supplemento al biglietto) 「プレミアムシート（特別料金はかかりません）」 - Puremiamu Shīto (Tokubetsu ryōkin wa kakarimasen) | 15 settembre 2021 |         |
| 25       | 11       | Kobayashi soffre di lombalgia a causa del pesante carico di lavoro e della cattiva postura, perciò cerca di alleviarlo acquistando molti strumenti per farsi dei massaggi e viene aiutata da Ilulu e Kanna. Tohru cerca di aiutarla a sua volta offrendole la sua coda da mangiare e le medicine del suo mondo, ma si arrende all'idea dopo aver chiesto un parere a Takiya ed Elma. Alla fine, scopre che la sua coda è la migliore poltrona da messaggio per Kobayashi e decide di farla rilassare. Dopo aver scoperto le somiglianze tra gli incantesimi e il linguaggio di programmazione, a Kobayashi viene suggerito dal padre di Shouta di conoscere meglio la storia di Tohru. Quindi incontra l'Imperatore della Distruzione, che le racconta la storia di sua figlia Tohru dal suo punto di vista come leader della Fazione del Caos. Dopodiché, Kobayashi ascolta nuovamente il medesimo racconto da Tohru per comprendere i suoi sentimenti. |                   |         |
| 26       | 12       | La vita è un cambiamento continuo (Ma va bene anche fermarsi a godersela) 「生生流転（でも立ち止まるのもありですかね）」 - Seiseiruten (Demo tachidomaru no mo ari desu ka ne) | 22 settembre 2021 |         |
| 26       | 12       | Dopo essere venuta a conoscenza di ogni dettaglio riguardo alla storia di Tohru, Kobayashi inizia a sentirsi ansiosa riguardo al fatto che meriti o meno di essere amata da qualcuno come lei, soprattutto per quanto bene si sia integrata nel mondo degli umani. Così, lei e il resto del gruppo decidono di partecipare al festival dell'estate dove Tohru assiste le cameriere del maid café con il loro chiosco. Kanna e Saikawa desiderano continuare a crescere insieme, Ilulu racconta a Take di come Kobayashi l'ha aiutata a riscoprire il suo lato infantile, ed Elma e Lucoa parlano delle differenze tra i festival dei loro mondi. Quando Tohru finisce di lavorare, Kobayashi le chiede di passeggiare insieme a lei, e qui esprime le sue preoccupazioni. Tohru afferma ancora una volta il suo amore per Kobayashi mentre scoppiano i fuochi d'artificio. Qualche tempo dopo, Lucoa invita tutti i suoi amici a vedere i fiori nel mondo dei draghi. Tohru organizza una festa dedicata a Kobayashi, dove si svolge anche una gara di braccio di ferro. Alla fine, Tohru rivela che in realtà la festa è un allestimento per la cerimonia nuziale tra lei e Kobayashi, e così trasforma i propri capi e quelli della donna in abiti da sposa. Kobayashi fugge via, mentre tutti quanti le danno la caccia. |                   |         |
| 27 (OAV) | 13 (OAV) | Ospitalità giapponese (Ad accogliervi, un drago) 「ニッポンのおもてなし（アテンドはドラゴンです）」 - Nippon no omotenashi (Atendo wa Doragon desu) | 19 gennaio 2022   |         |

### Miss Kobayashi's Dragon ○○
| Nº | Titolo italiano (traduzione letterale) Giapponese 「Kanji」 - Rōmaji | Prima edizione    | Prima edizione |
| Nº | Titolo italiano (traduzione letterale) Giapponese 「Kanji」 - Rōmaji | Giapponese        |                |
| 1  | Miss Kobayashi's Dragon ○○ 「小林さんちの○○ドラゴン」 - Kobayashi-san chi no maru maru Doragon                                                                                              | 15 marzo 2017     |                |
| 1  | Tohru e Kanna giocano a sostituire la parola "cameriera" del titolo della serie con altre parole, come "banda" e "avocado", e si divertono a travestirsi.                                   |                   |                |
| 2  | Miss Kobayashi's Dragon Animal 「小林さんちのアニマルドラゴン」 - Kobayashi-san chi no Animaru Doragon                                                                                      | 19 aprile 2017    |                |
| 2  | Tohru, Kanna e Lucoa si travestono da animali, ma i costumi di Lucoa sono piuttosto succinti.                                                                                               |                   |                |
| 3  | Miss Kobayashi's uniforme da drago 「小林さんちの制服ドラゴン」 - Kobayashi-san chi no seifuku Doragon                                                                                      | 17 maggio 2017    |                |
| 3  | Tohru, Kanna e Lucoa fanno cosplay con diversi costumi come ad esempio quello da infermiera oppure da assistente di volo, e recitano come sono vestite, con grande dispiacere di Kobayashi. |                   |                |
| 4  | Miss Kobayashi's Dragon Battle 「小林さんちのバトルドラゴン」 - Kobayashi-san chi no Batoru Doragon                                                                                         | 21 giugno 2017    |                |
| 4  | Con l'aiuto di Takiya, Elma e Fafnir, Tohru mette in scena diversi stili di combattimento, come la sparatoria nel Far West oppure i duelli con le spade dei samurai.                        |                   |                |
| 5  | Miss Kobayashi's Dragon Sports 「小林さんちのスポーツドラゴン」 - Kobayashi-san chi no Supōtsu Doragon                                                                                      | 19 luglio 2017    |                |
| 5  | Tohru, Kanna ed Elma competono in diversi sport, ma il corno di quest'ultima le impedisce di partecipare come vorrebbe.                                                                     |                   |                |
| 6  | Miss Kobayashi's Dragon Mystery 「小林さんちのミステリードラゴン」 - Kobayashi-san chi no Misuterī Doragon                                                                                  | 18 agosto 2017    |                |
| 6  | Tohru, Kanna e Lucoa realizzano diverse scene a tema poliziesco. |                   |                |
| 7  | Miss Kobayashi's Dragon Wedding 「小林さんちのウェディングドラゴン」 - Kobayashi-san chi no Wedingu Doragon                                                                                 | 20 settembre 2017 |                |
| 7  | Tohru, Kanna, Elma e Lucoa mostrano il matrimonio in diverse culture. Alla fine Tohru tenta di sposare Kobayashi ma quest'ultima riesce a salvarsi appena in tempo.                         |                   |                |

### Miss Kobayashi's Dragon Maid S Short Animation Series
| Nº  | Titolo italiano Giapponese 「Kanji」 - Rōmaji | In onda           | In onda |
| Nº  | Titolo italiano Giapponese 「Kanji」 - Rōmaji | Giapponese        |         |
| 1   | Tipica mattina (Ogni giorno è Everyday) 「いつもの朝（毎日がエブリデイです）」 - Itsumo no asa (Mainichi ga Eburidei desu) | 7 aprile 2021     |         |
| 1   | Tohru sveglia volontariamente tardi Kobayashi in modo che possa portarla al lavoro volando. |                   |         |
| 2   | Relaxation (Un po' di sollievo...) 「リラクゼーション（癒しとは…）」 - Rirakuzēshon (Iyashi to wa...) | 14 aprile 2021    |         |
| 2   | Tohru e Kanna decidono di fare cosplay per dare il benvenuto a Kobayashi quando questa torna dal lavoro. Il primo giorno si vestono da cameriere vittoriane, ma con il passare dei giorni i loro cosplay diventano sempre più esotici.                                   |                   |         |
| 3   | In cerca di un posto per dormire (Che poi è sempre quello) 「安息の地を求めて（そして、それはそこにあった）」 - Ansoku no chi o motomete (Soshite, sore wa soko ni atta)                                                                                                 | 21 aprile 2021    |         |
| 3   | Durante una giornata di completo ozio, Tohru e Kanna portano Kobayashi in luoghi diversi per crogiolarsi al Sole. |                   |         |
| 4   | Libertà di espressione (Luce dei miei occhi) 「表現の自由（目に入れても痛くないわ）」 - Hyōgen no jiyū (Me ni irete mo itaku nai wa) | 28 aprile 2021    |         |
| 4   | A scuola, la classe di Kanna fa alcuni disegni ritraenti degli sfondi, realizzano delle sculture in argilla e creano degli autoritratti. In tutte le occasioni Riko Saikawa dimostra di essere coerente sui suoi interessi rappresentando Kanna in un modo o nell'altro. |                   |         |
| 5   | Stato d'emergenza (Ho una fonte di energia inesauribile) 「非常事態（無停電電源装置はあるでヤンス）」 - Hijō jitai (Mu-teiden dengen sōchi wa aru de yansu) | 5 maggio 2021     |         |
| 5   | Incapaci di giocare ai videogiochi a causa di un black out, Takiya e Fafnir trovano un modo alternativo per competere l'uno contro l'altro. |                   |         |
| 6   | Scoprire gli altarini (Era meglio non sapere) 「正体見たり（見なけりゃよかった）」 - Shōtai mitari (Minakerya yokatta) | 12 maggio 2021    |         |
| 6   | Fafnir incontra i membri della sua gilda virtuale nella vita reale. |                   |         |
| 7   | Poc ( Poc ♥ Poc ♥ Poc ♥) 「ぷにゅ（ぷにゅ♡ぷにゅ♡ぷにゅ♡）」 - Punyu（Punyu♡Punyu♡Punyu♡） | 19 maggio 2021    |         |
| 7   | Kanna viene costantemente "ipnotizzata" dalla televisione durante i pasti, quindi Kobayashi la sveglia toccando le guance del piccolo drago. |                   |         |
| 8   | Segnale orario (È comodo, tutto sommato) 「時報（ある意味便利です）」 - Jihō (Aru imi benri desu) | 26 maggio 2021    |         |
| 8   | Negli orari dei pasti lo stomaco di Elma inizia a brontolare in quanto ha fame e non ha i soldi per acquistare il cibo, perciò i colleghi decidono di regalarle dei dolci.                                                                                               |                   |         |
| 9   | Cambio di immagine (Sei carinissima, signorina Kobayashi) 「イメージチェンジ（キャワワです 小林さん）」 - Imēji Chenji (Kyawawa desu Kobayashi-san) | 2 giugno 2021     |         |
| 9   | Kanna sistema i capelli di Kobayashi in graziose acconciature. |                   |         |
| 10  | Educazione civica (Gli umani sono complicati) 「パンキョー（人間って面倒ですね）」 - Pankyō (Ningentte mendō desu ne) | 9 giugno 2021     |         |
| 10  | Tohru tiene ai suoi compagni draghi un "Seminario su come comportarsi nella società umana". |                   |         |
| 11  | Prof Saikawa (La strana coppia, insomma) 「才川パイセン（まさかの組み合わせです）」 - Saikawa-Paisen (Masaka no kumiawase desu) | 16 giugno 2021    |         |
| 11  | Lucoa riceve consigli sui bambini delle scuole elementari dalla compagna di classe di Kanna, Riko Saikawa. |                   |         |
| 12  | Soddisfare la clientela (Così si fa) 「顧客満足度（こんなので良いんだよ）」 - Kokyaku manzokudo (Konna no de yoin da yo) | 23 giugno 2021    |         |
| 12  | Kobayashi è insoddisfatta dei bentō che Tohru le prepara. |                   |         |
| 13  | Luna di miele (Non poteva che finire così!) 「ハニームーン（結局こうなります）」 - Hanīmūn (Kekkyoku Kō narimasu) | 30 giugno 2021    |         |
| 13  | Kanna va a casa di Riko, così Tohru tenta di approfittarne per uscire con Kobayashi ma quest'ultima la fa desistere. |                   |         |
| SP1 | Mimica perfetta (Ma è troppo carina per non perdonarla) 「偽装工作（可愛いので許します）」 - Gisō kōsaku (Kawaii node yurushimasu) | 8 luglio 2021     |         |
| SP1 | Kanna finge di addormentarsi sul divano del soggiorno. |                   |         |
| SP2 | Amore incondizionato. (Riscalda anche se inzuppato) 「無償の愛（濡れても温かい）」 - Mushō no ai (Nurete mo atatakai) | 11 agosto 2021    |         |
| SP2 | In un giorno di pioggia dopo la scuola, Kanna e Riko Saikawa condividono un ombrello. |                   |         |
| SP3 | Si scrive "potente nemica" (E si legge "amica") 「強敵と書いて（仲良しと読みます）」 - Kyōteki to kaite (Nakayoshi to yomimasu) | 9 settembre 2021  |         |
| SP3 | Tohru ed Elma si sfidano in diverse gare nel quartiere dello shopping. |                   |         |
| EX1 | 「もしもシリーズ（飲んだくれの妄想です）」 - Moshi mo shirīzu (Nondakure no mōsō desu) | 15 settembre 2021 |         |
| EX2 | 「インフルエンサー（これで食べていければ）」 - Infuruensā (Kore de tabete ikereba) | 20 ottobre 2021   |         |
| EX3 | 「同調圧力（人化するドラゴンです）」 - Dōchō atsuryoku (Hitoka suru Doragon desu) | 17 novembre 2021  |         |
| EX4 | 「需要と供給（ままならないものでヤンス）」 - Juyō to kyōkyū (Mamanaranai mono de yansu) | 15 dicembre 2021  |         |
| EX5 | 「トレーニング（集中はできません）」 - Torēningu (Shūchū wa dekimasen) | 19 gennaio 2022   |         |

## Home video

### Giappone
La prima stagione è stata pubblicata in DVD e Blu-ray dal 15 marzo al 18 agosto 2017. Un OAV è uscito il 20 settembre 2017.
| Volume | Episodi | Data di pubblicazione |
| ------ | ------- | --------------------- |
| 1      | 1–2     | 15 marzo 2017         |
| 2      | 3–4     | 19 aprile 2017        |
| 3      | 5–6     | 17 maggio 2017        |
| 4      | 7–8     | 21 giugno 2017        |
| 5      | 9–10    | 19 luglio 2017        |
| 6      | 11–12   | 18 agosto 2017        |
| 7      | OAV     | 20 settembre 2017     |

La seconda stagione è stata pubblicata in DVD e Blu-ray dal 15 settembre al 15 dicembre 2021. Un OAV è uscito il 19 gennaio 2022.
| Volume | Episodi | Data di pubblicazione |
| ------ | ------- | --------------------- |
| 1      | 1–3     | 15 settembre 2021     |
| 2      | 4-6     | 20 ottobre 2021       |
| 3      | 7-9     | 17 novembre 2021      |
| 4      | 10-12   | 15 dicembre 2021      |
| S      | OAV     | 19 gennaio 2022       |